# Gado-gado

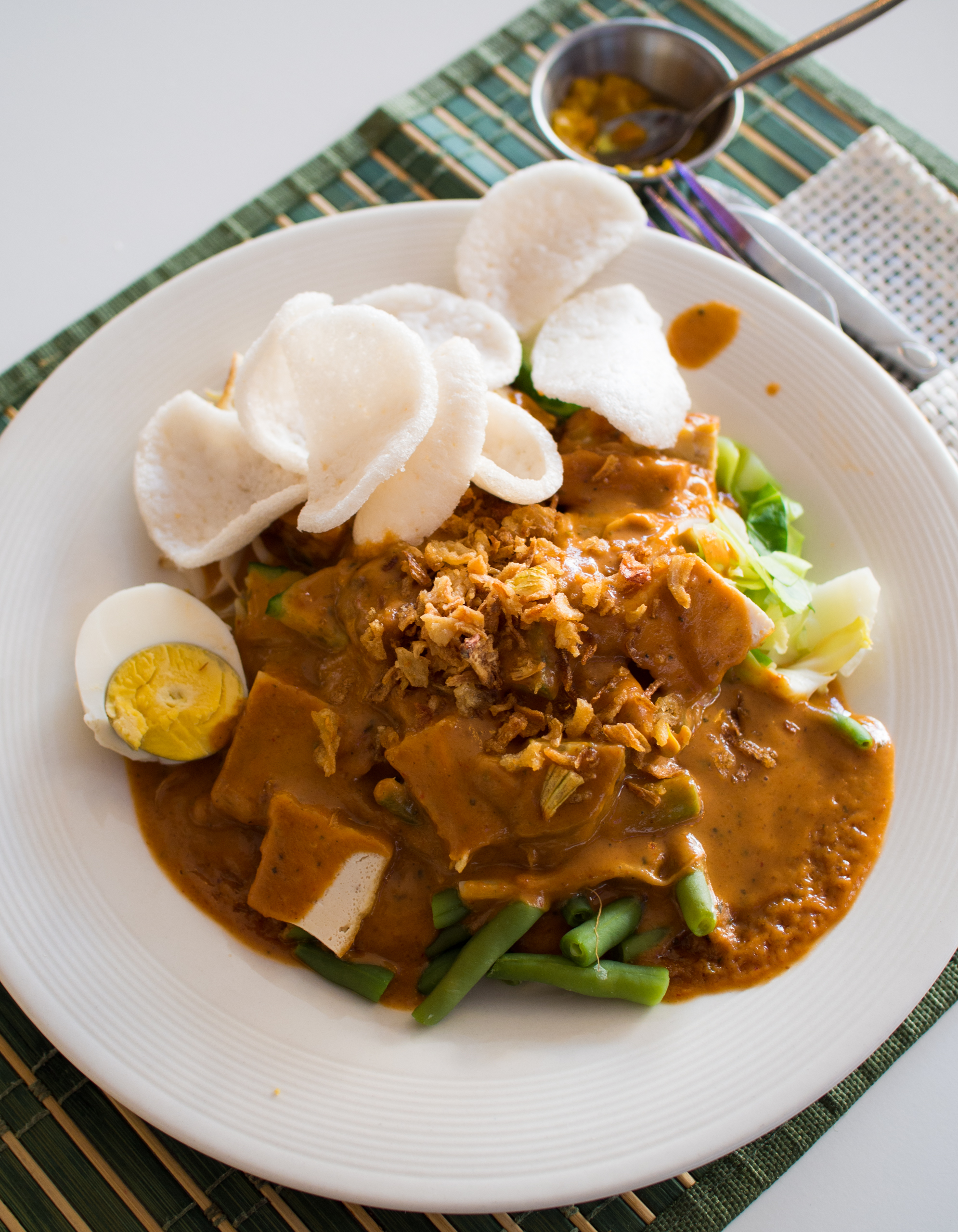
Gado-gado

Gado-gado je druh salátu, pocházející z indonéské kuchyně. Základem je směs různých druhů zeleniny, nakrájených na větší kusy – nejčastější jsou vařené brambory, blanšírované batáty, plody chlebovníku, fazolové lusky, momordika, čajot, kukuřice, hlávkové zelí, špenát nebo syrové okurky, rajčata a sojové klíčky. K zelenině se přidají natvrdo vařená vejce, opečené tofu, tempeh, rýžové knedlíčky ketupat a krevetové chipsy krupuk. Salátová zálivka zvaná sambal kacang se připravuje z pražených burských oříšků, tamarindové pasty, kokosového mléka, limetkové šťávy a chili papriček.
Název pokrmu pochází z jazyka betawi, kde výraz menggado znamená „jíst něco s rýží“. Recept pochází z Jávy, ale rozšířil se po celé Indonésii (používá se pro něj také sundský název lotek) a tvoří základ nabídky v lidových jídelnách typu warung. Vznikla řada obměn původního receptu, jako je karetok ze syrové zeleniny nebo pecel, který neobsahuje kokosové mléko. Omáčka se někdy představuje z kešu oříšků místo z arašidů a salát se může doplnit také hovězím nebo rybím masem. 
Gado-gado patří spolu se saté, rendangem, nasi goreng a polévkou soto k pětici indonéských národních jídel, která byla v roce 2018 vyhlášena indonéským ministerstvem turistiky.